# Steve Clark
Stephen Maynard Clark (Sheffield, 23. travnja 1960. – London, 8. siječnja 1991.) bio je gitarist britanskog hard rock sastava Def Leppard sve do svoje tragične smrti 1991. uzrokovane kombinacijom alkohola i lijekova protiv bolova.

## Biografija

### Odrastanje
Steve Clark rodio se i odrastao u Sheffieldu, Engleskoj. Odmalena je pokazivao stanovit interes za glazbu. Sa šest godina bio je na svom prvom koncertu grupe The Shadows. S jedanaest godina od oca je dobio svoju prvu gitaru.

### Def Leppard
Prije nego što je došao u Def Leppard, Steve je izvodio obrade poznatih pjesama sa svojim sastavom Electric Chicken. Tada je 1978. upoznao Petea Willisa, suosnivača Def Lepparda. Willis ga je pozvao na audiciju za gitarista. Clark je odsvirao obradu pjesme Freebird sastava Lynyrd Skynyrd te je odmah primljen u sastav.
Dok je bio u sastavu, Steve je puno pridonio kako glazbi, tako i tekstovima pjesama. Dobio je nadimak „The Riffmaster“ zbog snažnih i inovativnih riffova koje je smišljao.

### Smrt
Steve je tokom cijele svoje karijere imao problema s alkoholom, te je 1990. prestao na 6 mjeseci raditi sa sastavom kako bi pokušao prestati piti. Odvikavanje mu nije pošlo za rukom, te je 8. siječnja 1991. pronađen mrtav u svom stanu. Smrt je bila uzrokovana mješavinom alkohola, antidepresiva te tableta protiv boli koje je uzimao zbog ranije ozljede. Pokopan je na groblju u Sheffieldu, u blizini svoje rodne kuće.

### Diskografija
- The Def Leppard E.P. (1979.)
- On Through The Night (1980.)
- High 'n' Dry (1981.)
- Pyromania (1983.)
- Hysteria (1987.)
- Adrenalize (1992.)
- Retro Active (1993.)

## Pogledajte
- Def Leppard

## Vanjske poveznice
- Steve Clark na službenoj stranici Def Leppard  Arhivirana inačica izvorne stranice od 15. travnja 2011. (Wayback Machine)
- Steve Clark Guitar  Arhivirana inačica izvorne stranice od 26. veljače 2011. (Wayback Machine)